# Ernst Moritz Mungenast
Ernst Moritz Mungenast (* 29. November 1898 in Metz; † 3. September 1964 in Stuttgart) war ein deutscher Schriftsteller, Journalist und Übersetzer lothringischer Herkunft.

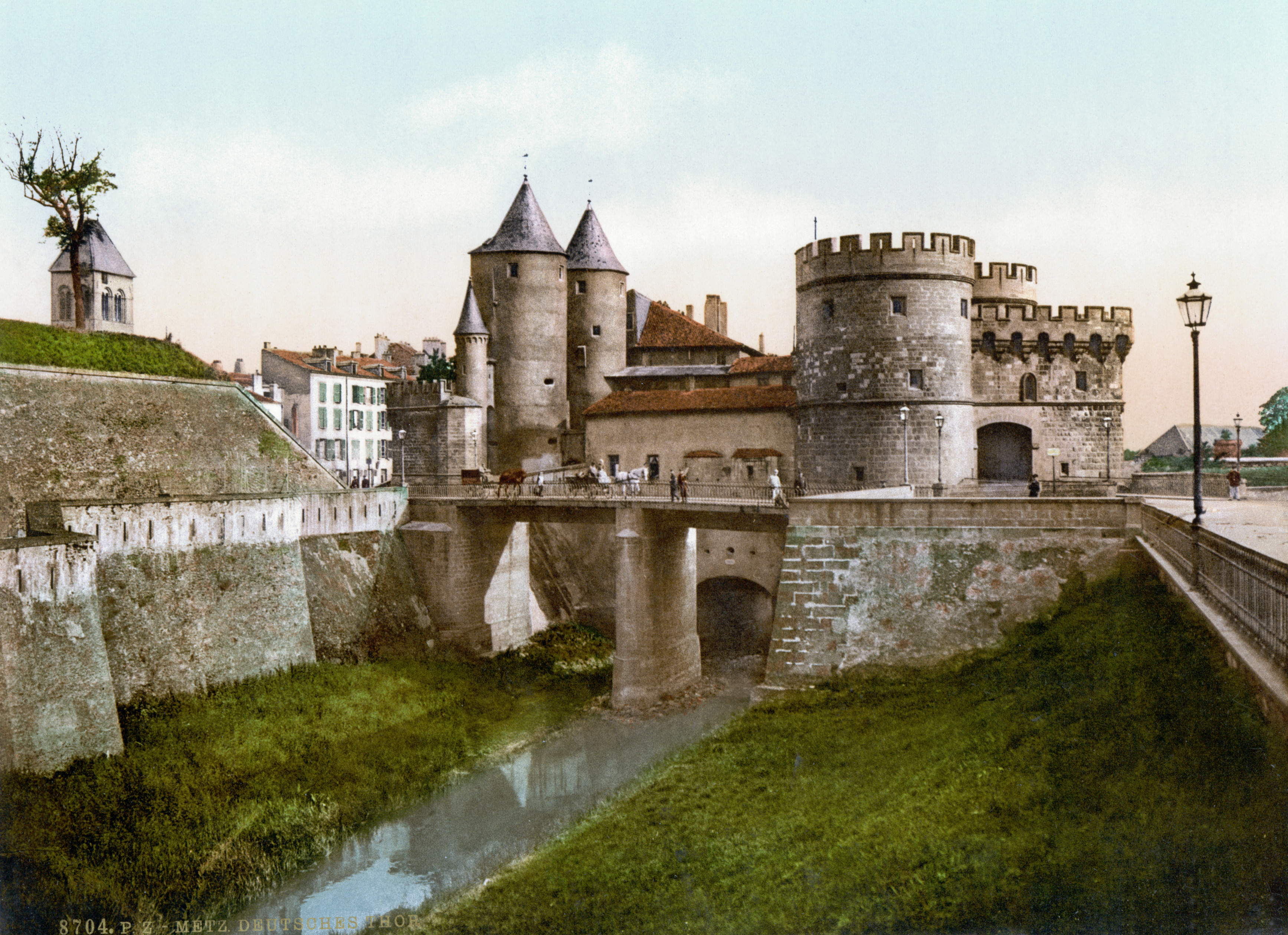
„Deutsches Thor“ der Festung Metz um etwa 1900

## Leben

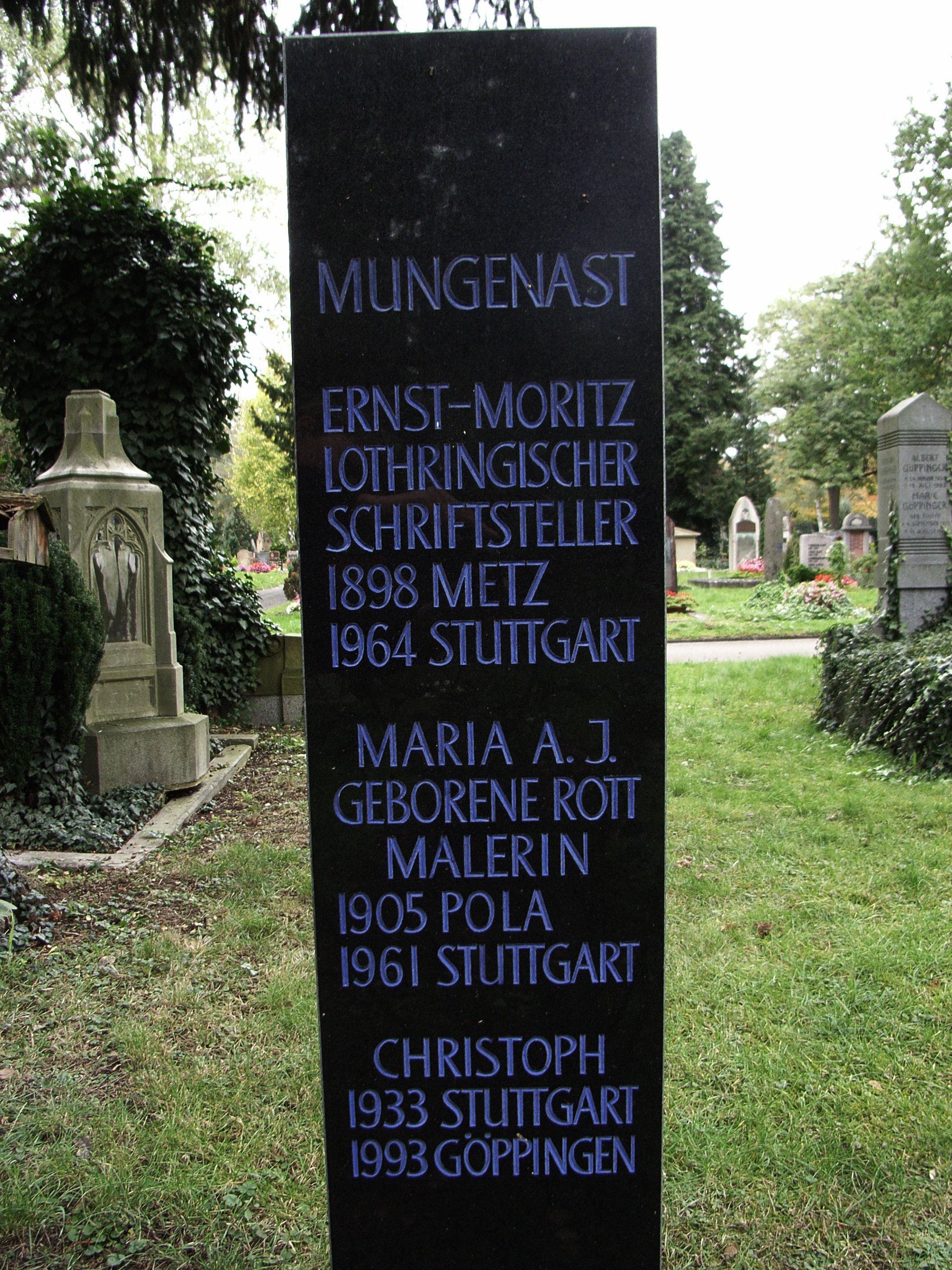
Grabstein auf dem Pragfriedhof

Mungenast war das elfte von fünfzehn Kindern eines Architekten österreichischer Abstammung und dessen aus dem Bitscher Land stammender Ehefrau; ein entfernter Vorfahre war der Baumeister Joseph Munggenast.
Nach Absolvierung seiner Schulzeit (Abitur) am Gymnasium in Metz nahm Mungenast in Garderegimentern an der Westfront in voller Länge am Ersten Weltkrieg teil. Er wurde mehrfach verwundet, verlor im Krieg ein Auge und kam in ein Lazarett in Berlin. Als Kriegsversehrter wurde er aus dem Militär entlassen und studierte anschließend an der Humboldt-Universität zu Berlin Germanistik, Literatur und Kunstgeschichte. Nach Beendigung seines Studiums bekam er 1924 eine Anstellung als Journalist und Redakteur beim Berliner Tageblatt, das nach 1933 von den Nazis gleichgeschaltet wurde. Mungenast arbeitete dort bis 1932. In dieser Zeit heiratete er Maria Rott und hatte mit ihr drei Kinder.
Ab 1935 lebte und wirkte Mungenast als freier Schriftsteller in Stuttgart, zwischen 1946 und 1953 in Metz, später in Murrhardt bei Stuttgart. Schließlich kehrte er direkt nach Stuttgart zurück, wo er bis zu seinem Tode wohnte. Sein Grab liegt auf dem Pragfriedhof (Abt. 16-4-1) in Stuttgarts Norden.

## Bücher

Lage des Reichslandes Elsaß-Lothringen im Deutschen Kaiserreich

In vielen seiner belletristischen Werke schildert er facettenreich seine lothringische Heimat, so in seinem Erstlingswerk Christoph Gardar und den darauf folgenden Romanen Die Halbschwester, Der Kavalier und Der Zauberer Muzot.

„… sehr viele Leser waren erstaunt. Sie hatten nicht gewußt, wie wenig sie von Lothringen wissen, und sie haben nun gemerkt, daß der Blick in jene Welt zwischen Deutschland und Frankreich lohnend ist.“

Schon sein erster Roman, Christoph Gardar, wurde positiv aufgenommen. So bezeichnete die Deutsche Allgemeine Zeitung Mungenast aufgrund dieses Werkes als „einen kommenden Epiker von hohem Rang“. Sein bekanntestes Werk ist der ursprünglich in zwei Bänden erschienene Familien-Roman Der Zauberer Muzot, in dem er den Zeitraum von 1848 bis 1939 durchschreitend den Werdegang einer Familie in Metz um die Hauptfigur, den Spielwarenhändler Andreas Muzot, und die wechselhafte Geschichte Lothringens darzustellen unternimmt. Lothringen und seine Geschichte werden in diesem Roman nicht als gefällige Kulisse oder kluges Beiwerk herangezogen, um einen Roman aufzuputzen; sondern umgekehrt ist der Roman an sehr vielen Stellen darauf angelegt, dem Leser geschichtliche Fakten und Entwicklungen nahezubringen. In einem kurzen Vorwort vermerkt der Autor selber 1939 die Doppelnatur des Zauberers Muzot: „[…] neben dem Romancier, der von Menschen und Familien erzählt, spricht hier auch der Chronist, der, die Zusammenhänge und die Hintergründe erhellend, in sachlich nüchternem Tonfall von politischen Dingen und von Völkern berichtet.“ Dieser Roman war ab 1940 wegen der politisch-historischen Autonomiebezüge von der Besatzungsmacht in Elsass-Lothringen verboten.
Erfolgreich war sein in der Nachkriegszeit entstandener Roman Tanzplatz der Winde, der im Saarland spielt.
Mungenast hat darüber hinaus Sammelwerke herausgegeben (u. a. Bunkergeschichten), Jugendbücher geschrieben (u. a. Die ganze Stadt sucht Günther Holk) und ist der Autor eines 1928 erschienenen Sachbuchs über die Stummfilmschauspielerin Asta Nielsen.
Mehr als eine Million Exemplare zählt die Auflage aller seiner Werke zusammen. Zwischen 1980 und 1999 sind drei seiner Romane ins Französische übersetzt in dem Metzer Verlag Serpenoise erschienen (bibliographische Angaben).
Mungenasts schriftstellerischer Nachlass ist seit November 1984 in Händen des Deutschen Literaturarchivs Marbach.

## Einschätzungen seiner Schriften
Mungenasts Romane wurden nach dem Zweiten Weltkrieg von verschiedenen Personen sehr verschieden, geradezu gegensätzlich beurteilt. Die Polarität der extremen Urteile steht in engem Zusammenhang mit dem politischen und kulturtheoretischen Standpunkt der Kritiker. Der positive Pol: höchstes Lob etwa durch den Literaturwissenschaftler Heinz Kindermann, der Mungenast als „Meister der kulturhistorischen Erzählkunst“ einschätzt. Der negative Pol: Mungenast sei „ein ideologischer Vorbereiter der faschistischen Aggression gegen Frankreich“. Darüber hinaus vereinte Mungenast selber in seinem Hauptwerk, dem Zauberer Muzot, für seine Zeit durchaus fortschrittliche, moderne Ansichten – etwa über die Gleichberechtigung von Frauen – mit Passagen, die konservativ sind oder gar revisionistisch anmuten, das heißt die Gegensätzlichkeit der Urteile ergibt sich auch aus der Mehrdeutigkeit oder Vielschichtigkeit dieses etwa 800 Seiten langen Romans.
Im Sinne der „Dolchstoßlegende“ schreibt er in diesem Roman über das Ende des Ersten Weltkriegs: „Die Heimat schnitt die Verbindung mit der Front ab und überließ den Feldgrauen seinem Schicksal.“
Da Deutschland „in fürchterlicher Verblendung seine Waffen fortgeworfen hatte, konnte es im Namen der Kultur vergewaltigt werden“.
Das Deutsche Reich wird nach dem Versailler Vertrag durch „hirnverbrannte Finanzpläne“ (S. 428) der Alliierten schamlos ausgeplündert - ein Standpunkt, der prinzipiell mit der Analyse des britischen Diplomaten und Volkswirtschaftlers John Maynard Keynes übereinstimmt, der die britische Delegation bei den Versailler Vertragsverhandlungen deswegen unter Protest verließ und anschließend, 1919, in einer Schrift davor warnte, dass die hohen Reparationsforderungen an das Deutsche Reich wirtschaftlich unvernünftig seien und binnen 20 Jahren in einen weiteren Krieg münden müssten. Der Aufstieg des Gefreiten mit der Fahne mit dem Sonnenrad (=Hakenkreuzfahne) ist laut Mungenast unausweichlich:
„Und jener Mann namens Hitler, von dem man nur wußte, daß er während des Krieges Gefreiter gewesen war, drängte sich in diesem gewaltigen Drama von Szene zu Szene und von Akt zu Akt immer heftiger in den Vordergrund, riß die Massen immer unwiderstehlicher mit sich fort, redete in allen Ecken und Enden des Reichs, rannte, bereits von Millionenscharen gefolgt, gegen die drei Dutzend anderen Parteien des Reichstags mit immer gewaltigerer Macht an und heftete schließlich den Sieg an seine Fahne mit dem Sonnenrad.“ (S. 428)
Die Deutsche Verwaltung für Volksbildung in der sowjetischen Besatzungszone nahm den Lothringen-Roman Zauberer Muzot und das Hindenburg-Buch Die Helden von Tannenberg in die 1946 veröffentlichte Liste der auszusondernden Literatur auf, und stufte somit diese Bücher in der Sowjetunion und der DDR staatlicherseits als politisch gefährlich bzw. ideologisch unerwünscht ein, was vor allem dazu führte, dass sie aus vielen öffentlichen Bibliotheken entfernt wurden. Namentlich das Jugendbuch Die Helden von Tannenberg bezieht sich auf die sogenannte Schlacht bei Tannenberg, bei der 1914 russische Truppen deutschen unter der militärischen Führung Paul von Hindenburgs unterlagen; schon allein wegen dieses Themas kann es nicht verwundern, dass die sowjetische Führung das Buch und seinen Autor ablehnte.

## Ehrungen
- 1939 oder 1940: 3. Preis des „Literaturpreises der Reichshauptstadt Berlin“ für den Roman „Der Zauberer Muszot“.[11][12]
- 1940: „Volksdeutscher Schrifttumspreis“ der Stadt Stuttgart und des Deutschen Ausland-Instituts für seinen Roman „Der Zauberer Muzot“[13][14]

### Primärliteratur

#### Romane
- Christoph Gardar. Christian, Horb 1935. (Später mehrere Neuausgaben in verschiedenen Verlagen)
- Die Halbschwester. Roman. Heyne, Dresden 1937. (Später u. a. Neuausgabe durch Schneekluth, Celle 1956).
- Der Kavalier. Roman. Heyne, Dresden 1938. (Spätere Neuausgabe bei Cotta, Stuttgart 1957).
- Der Pedant oder Die Mädchen in der Au. Roman. Heyne, Dresden 1939.
- Der Zauberer Muzot. Roman. Heyne, Dresden 1939; später Schneekluth, Darmstadt (5. Auflage), zuletzt Schneekluth, München 1971, ISBN 3-7951-0220-0.
- Cölestin. Saar-Verlag, Saarbrücken 1949. (Die Komödie der Vernunft; 1)
- Hoch über den Herren der Erde. Roman. West-Ost-Verlag, Saarbrücken 1950.
- Der Tanzplatz der Winde. Roman. Cotta, Stuttgart 1957.

#### Jugendbücher
- Der Held von Tannenberg. Ein Hindenburg-Buch für die Jugend. Herold-Verlag, Stuttgart 1943. (Später unter dem Titel „Die Helden von Tannenberg.“)
- Die ganze Stadt sucht Günther Holk. Roman. Verlag Deutsches Jugendbuch, Frankfurt/M. 1954.

#### Bühnenwerk
- Willkommen oder nicht? Ein Theaterstück in 5 Akten. Unverkäufliches Bühnenmanuskript. Kaupert, Freudenstadt 1941

#### Monographien / Sachbücher
- Asta Nielsen. Walter Hädecke Verlag, Stuttgart 1928.

#### Unselbständige Schriften
- Ernst Moritz Mungenast: Die Geschichte Lothringens. In: Staatsminister Dr. Otto Meißner (Hrsg.): Elsaß und Lothringen, Deutsches Land. Verlagsanstalt Otto Stollberg, Berlin, 1941, S. 97–109.
- Ernst Moritz Mungenast: Das ist das Land Lothringen. In: Staatsminister Dr. Otto Meißner (Hrsg.): Elsaß und Lothringen, Deutsches Land. Verlagsanstalt Otto Stollberg, Berlin, 1941, S. 177–182.
- Land und Leute in Lothringen. In: Otto Meissner (Hrsg.): Deutsches Elsaß. Deutsches Lothringen. Ein Querschnitt aus Geschichte, Volkstum und Kultur. Otto Stolberg, Berlin 1941, S. 86–96

#### Herausgeberschaft
- Der Mörder und der Staat. Die Todesstrafe im Urteil hervorragender Zeitgenossen. Hädecke, Stuttgart 1928
- Bunkergeschichten. Zusammengestellt und herausgegeben von E. M. Mungenast. Verlag Deutscher Volksbücher, Wiesbaden 1940.

#### Französische Ausgaben
- Ernst-Moritz Mungenast; Claude Puhl (Übers.): Le Magicien Muzot. Éditions Serpenoise, Metz 1986, ISBN 2-901647-82-0 (Übersetzung von „Der Zauberer Muzot“).
- Ernst-Moritz Mungenast; Charles-Joseph Becker (Übers.): La Demi-soeur. Éditions Serpenoise, Metz 1999, ISBN 2-87692-405-6 (Übersetzung von „Die Halbschwester“).
- Ernst-Moritz Mungenast; Charles-Joseph Becker (Übers.): Christophe Gardar. Éditions Serpenoise, Metz 1980, ISBN 2-901647-16-2 (Übersetzung von „Christoph Gardar“).

## Sekundärliteratur
- Max Hildebert Boehm: E. M. Mungenast, der Künder Lothringens. In: Sudetendeutsche Monatshefte, Teplitz 1941.
- Marie-Josèphe Lhote:  L’interculturalité de E. M. Mungenast dans ses romans „lorrains“. In: Pierre Béhar u. a. (Hrsg.) Frontières, transferts échanges, transfrontaliers et interculturels. Lang, Bern 2005, ISBN 3-03910-649-X, S. 195–205.
- Bernhard Zeller: „Begegnung in der Bar. Erinnerung an Ernst-Moritz Mungenast.“ In: Doris Rosenstein, Anja Kreutz (Hrsg.): Begegnungen. Facetten eines Jahrhunderts. Helmut Kreuzer zum 70. Geburtstag. Carl Böschen Verlag, Siegen 1997, ISBN 3-932212-07-X, S. 58 f.